# 圣科斯莫-阿尔巴内塞
圣科斯莫-阿尔巴内塞（義大利語：San Cosmo Albanese），是意大利科森扎省的一个市镇。总面积14平方公里，人口639人，人口密度45.6人/平方公里（2009年）。ISTAT代码为078113。